# Хусто, Вирхиния
Вирхиния Хусто (исп. Virginia Justo; род. 5 августа 1963) — аргентинская шахматистка, международный мастер среди женщин (1982).
Чемпион Аргентины среди женщин в 1978, 1982, 1983 и 1984 гг.
В составе сборной Аргентины участница 5-и Олимпиад (1978—1984, 2004).

## Изменения рейтинга
| Графики недоступны из-за технических проблем. См. информацию на Фабрикаторе и на mediawiki.org. |